# Гура (Буський повіт)
Гура (пол. Góra) — село в Польщі, у гміні Тучемпи Буського повіту Свентокшиського воєводства.
Населення — 282 особи (2011).
У 1975-1998 роках село належало до Келецького воєводства.

## Демографія
Демографічна структура на день 31 березня 2011 року:
|          | Загалом | Допрацездатний вік | Працездатний вік | Постпрацездатний вік |
| -------- | ------- | ------------------ | ---------------- | -------------------- |
| Чоловіки | 141     | 28                 | 91               | 22                   |
| Жінки    | 141     | 26                 | 75               | 40                   |
| Разом    | 282     | 54                 | 166              | 62                   |